# Machaerina mariscoides
Machaerina mariscoides là loài thực vật có hoa trong họ Cói. Loài này được (Gaudich.) J.Kern mô tả khoa học đầu tiên năm 1959.

## Hình ảnh

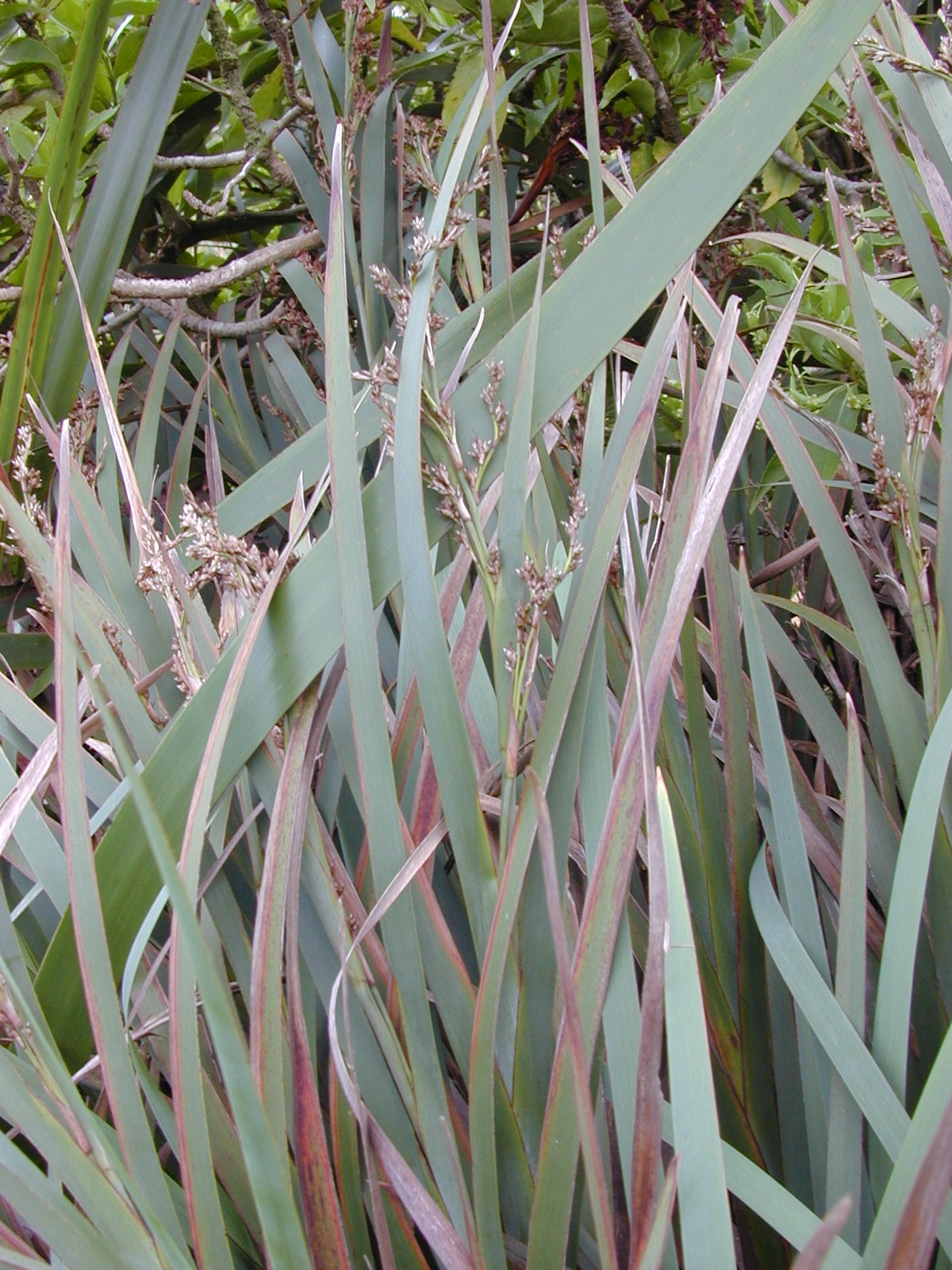